# Terbutalina
La terbutalina es un fármaco del grupo de los agonistas de los receptores adrenérgicos β2 con acciones broncodilatadoras, por lo que se indica en medicina en el tratamiento a corto plazo del asma, y de obstrucciones pulmonares como el enfisema y la bronquitis crónica, así como un tocolítico con el fin de retardar un posible nacimiento prematuro o la resucitación fetal intraparto. No se evidencian beneficios a largo plazo con el uso de la terbutalina para prevenir un parto prematuro, especialmente en comparación con la cantidad de efectos secundarios por el uso de este medicamento como tocolítico. La forma inhalada de la terbutalina comienza su efecto inmediatamente después de la inhalación y su acción puede durar hasta 6 horas. Puede producir temblores, mareos, tremores, dolor de cabeza y, en el feto, hipoglucemia.

## Comercialización
El terbasmin (marca comercial) está compuesto de terbutalina, un agonista β2-adrenérgico con una duración de 4 a 6 horas, este producto puede dar positivo en un control antidopaje (±80% posibilidades), al ser un agonista β2, también puede causar arritmias cardíacas así como fibrilación auricular, taquicardia supraventricular y extrasístoles.
Muy probablemente dos o más inhalaciones de este producto provocaran alteraciones del sueño y del comportamiento, como agitación, hiperactividad e inquietud.

## Posibles efectos adversos y sobredosis
Entre los efectos adversos más habituales (hasta 1 de cada 10 pacientes) se encuentran los temblores, el dolor de cabeza, aumento del ritmo cardíaco, calambres musculares o bajada de los niveles de potasio en sangre, debido a que los agonistas β2 pueden causar hipocaliemia como resultado de la redistribución del potasio. Efectos secundarios menos frecuentes (hasta 1 de cada 1000 pacientes) incluyen ritmo cardíaco irregular, somnolencia, broncoespasmo y reacciones alérgicas. También se ha documentado, desconociéndose la frecuencia, dolores de pecho tras el consumo de terbutalina en pacientes con problemas cardíacos.
En una sobredosis con Terbasmin estos serán los posibles síntomas: cefaleas, ansiedad, temblores, calambres musculares tónicos, palpitaciones, taquicardia y arritmias cardíacas. En alguna ocasión puede ocurrir hipotensión.

## Estereoquímica
Terbutalene contiene un estereocentro y consta de dos enantiómeros. Este es una mezcla racémica, es decir, contiene las formas 1: 1 de (R) - y de (S).
| Enantiómeros de terbutalina | Enantiómeros de terbutalina |
| --------------------------- | --------------------------- |
| CAS-Nummer: 37394-31-3      | CAS-Nummer: 90877-48-8      |